# Selimus perfectus
Selimus perfectus är en spindelart som först beskrevs av George William Peckham och Elizabeth Maria Gifford Peckham 1901.  Selimus perfectus ingår i släktet Selimus och familjen hoppspindlar. Inga underarter finns listade i Catalogue of Life.